# Морача (племя)
Морача (Верхние и Нижние Морачи) (серб. Морача) — племя, проживающее в исторической области Брда, на территории современной Черногории. Они представляют одно из семи горных племен. Они включают в себя большую часть региона Морача с Ровцами и Колашином. Монастырь Морача, один из важнейших сербских средневековых памятников, расположен на территории племен. Он разделен на Верхнюю и Нижнюю Морачу. На востоке он граничит с племенами Васоевичи, Кучи и Братоножичи; на западе — с Ровчанами; и на северо-западе — с Ускочи.

## История
Племя Морача образовалось на территории средневекового прихода Морача, включавшего всё верхнее течение реки Морача, и, согласно Летописи папы Дуклянина, относилось к местности под названием Подгорье. С конца XII до середины XIV века приход Морача входил в состав государства Неманичей, то есть средневекового Сербского королевства и позднейшей Сербской империи. В 1252 году был построен знаменитый монастырь Морача, который был также важной остановкой на торговом пути из Оногоште в Брсково.
Во второй половине XIV и первой половине XV века, во время создания общих феодальных территорий, Морача оказалась на границе государств Балшичей, Бранковичей, Лазаревичей и Косача. Эта территория попала под турецкое владычество в середине XV века, поэтому никогда не принадлежала государству Црноевичей.
Считается, что Богич Морачанин приехал в Морач в XV веке и основал там несколько братств, которые позже стали называть себя Морача. Немного позже, в XV и XVI веках, народу Моравии пришлось защищаться от натиска турок, занявших значительную часть участка Колашин. Хотя в турецком дефтере (поземельной книге) они находятся с 1477 года, зарегистрированных как два отдельных племени, с 52 (Верхними) и 69 (Нижними) домами, образование единого племени было обусловлено стремлением к одному и тому же географическому ареалу, а также потребностью в единстве. Таким образом, монастырь Морача стал местом сбора жителей Морачи, а также окружающих горных племен, особенно как место, где кипело сопротивление распространению ислама и консолидация турецкой власти.
В конце XVI века жители Моры приняли участие в восстании герцога Грдана в 1647 году а также в восстании герцога Богича Морачского, затем в сражениях Петра I Петровича Негоша, ведущихся с 1789 до 1796 года. Во времена Петра II Петровича Негоша в 18 деревнях Морачки было 383 дома и 1150 орудий. При турках моравцы часто переселялись в другие регионы, поэтому сегодня они также встречаются в Мойковаце, Беране, Биело-Поле, Андриевице, а также в Сербии (Златибор, Приеполье, Прибой, Ужице). Также они были вовлечены в некоторые межплеменные конфликты, возникавшие в горах из-за нехватки еды, а затем и кровную месть. В 1878 году после Берлинского конгресса Морачани войдет в состав государства Черногория, которая в то время убрала название Брда из названия государства. Колашин был освобожден 4 октября 1878 года.

## Известные люди
- Гаврило Дожич (1881—1950), патриарх Сербский Гавриил V (1938—1950)
- Михайло Янкетич (1938—2019), сербский и югославский актёр
- Михайло Дожич (1848—1914), сербский православный иеродиакон и архимандрит
- Секула Дрлевич (1884—1945), черногорский политик, юрист, писатель и коллаборационист
- Амфилохие Радович (1938—2020), митрополит Черногорский и Приморский. (1990—2020)
- Андрия Мандич (р. 1965), сербский и черногорский политик
- Андрия Милошевич (р. 1978), сербский актер и телеведущий черногорского происхождения
- Воин Четкович (р. 1971), сербский актер
- Даниэль Фуртула (р. 1992), черногорский метатель диска
- Игорь Ракочевич (р. 1978), сербский профессиональный баскетболист и функционер